# Ben Murphy
Ben Murphy, właściwie Benjamin E. Murphy (ur. 6 marca 1942 w Jonesboro) – amerykański aktor telewizyjny i filmowy.

## Życiorys

### Wczesne lata
Urodził się w Jonesboro, w hrabstwie Craighead, w stanie Arkansas jako syn Nadine (z domu Steele) i Patricka Henry'ego Murphy. Dorastał wraz z bratem Timothy Patrickiem w Memphis i Chicago, zachodnich przedmieściach Hinsdale w stanie Illinois. Absolwent Benet Academy w Lisle w Illinois, uczęszczał do ośmiu różnych uczelni, m.in. University of Illinois oraz University of the Americas w Meksyku, przed podjęciem decyzji, aby kontynuować karierę aktorską.

### Kariera
Pobyt w Pasadena Playhouse doprowadził do pierwszej roli filmowej Murphy'ego w dramacie Mike’a Nicholsa Absolwent (The Graduate, 1967) z Anne Bancroft, Dustinem Hoffmanem i Katharine Ross. W 1967 roku podpisał kontrakt z Universal, pojawiając się w kilku serialach, w tym The Name of the Game (1968–71) jako Joseph Sample z Anthonym Franciosą, Gene Barry, Susan Saint James i Robertem Stackiem.
Popularność wśród telewidzów zdobył jako Jed 'Kid' Curry (Thaddeus Jones) w seryjnym westernie ABC Smith i Jones (Alias Smith and Jones, 1971–73).
Murphy pojawił się też w dramacie Heatwave! (1974) jako Frank Taylor u boku Bonnie Bedelii, filmie australijskim Sidecar Racers (1975) jako surfer Jeff Rayburn z Wendy Hughes i filmie Time Walker (1982) jako prof. Douglas McCadden.

## Wybrana filmografia

### Filmy fabularne
- 1967: Absolwent (The Graduate) jako student podczas golenia
- 1968: Twoje, moje i nasze (Yours, Mine and Ours) jako Larry
- 1982: Szlachetny podróżnik (Time Walker) jako prof. Douglas McCadden
- 1983: Niespotykane męstwo (Uncommon Valor) jako Jim Merritt
- 2000: Gorąca linia (Hanging Up) jako Richard (sceny usunięte)

### Seriale TV
- 1971–73: Alias Smith i Jones (Alias Smith and Jones) jako Jed 'Kid' Curry (Thaddeus Jones)
- 1975: Marcus Welby, lekarz medycyny (Marcus Welby, M.D.) jako Alan Peterson
- 1979: Fantastyczna wyspa (Fantasy Island) jako Billy Blake
- 1979–84: Statek miłości (The Love Boat) jako Gregory King
- 1982: Trapper John, M.D. jako fałszywy lekarz
- 1983: Wichry wojny (The Winds of War) jako Warren Henry
- 1983: Matt Houston jako Terry Noble
- 1984: Znajdź zagubione miłości (Finder of Lost Loves) jako David Carson
- 1984: Hotel jako Robbie Joe Carson
- 1985: Berrengerowie (Berrenger's) jako Paul Berrenger
- 1985: Strach na wróble i pani King (Scarecrow and Mrs. King) jako Alan Chamberlin
- 1985: Napisała: Morderstwo (Murder, She Wrote) jako Scott Lodge
- 1989: Strefa mroku (The Twilight Zone) jako Jack Haines
- 1990: Partner z zaświatów (Shades of L.A.) jako Chuck Yellin
- 1991: Dzień za dniem (Life Goes On) jako Jordan Parnell
- 1991: Gorączka nocy (In the Heat of the Night) jako Tom Dalton
- 1994–95: Doktor Quinn (Dr. Quinn, Medicine Woman) jako Ethan Cooper
- 1996: Jedwabne pończoszki (Silk Stalkings) jako Senator Grant Hemmings
- 1996: Nocny patrol (Baywatch Nights) jako Robert Houston
- 1997: JAG jako porucznik John Farrow
- 1998: Air America jako Cornelius Stratton
- 1998: JAG jako porucznik John Farrow
- 1999: Misja w czasie (Seven Days) jako Pułkownik Seth Mattinger
- 1999: Niebieski Pacyfik (Pacific Blue) jako Szef Frank Swerdlow
- 1999: JAG jako kapitan Neilsen
- 2001: Bez pardonu (The District) jako kongresmen Phillip Hallett
- 2003: The Drew Carey Show jako Reverend Henderson
- 2003: Agenci NCIS (NCIS) jako kpt. Veitch
- 2004: Potyczki Amy (Judging Amy) jako Brad Vickers
- 2004: JAG jako porucznik John Farrow
- 2006: Dowody zbrodni (Cold Case) jako Travis Whitman